# Весілля Свічки
Весі́лля Сві́чки — народно-християнське свято початку осіннього циклу. Свято пов'язане з днем преподобного Симеона Стовпника, пам'ять якого відзначається 1 вересня.

## Історія свята
З прийняттям християнства на Русі цього дня святкували Новий рік, адже 1 вересня було початком індикту. Ще з княжих часів пішов звичай вперше садовити на коня молодих хлопців, а потім з великими церемоніями везти їх до церкви, де після служби єпископ справляв пострижини хлопців. Цей звичай зберігся до козацької доби. 
У ніч проти Семена Стовпника було київське базарне свято з лялькою на людську подобу. Це був своєрідний карнавал на київських базарах.
На Семена кінчається "вулиця" й починаються вечорниці в хаті. 
Починають копати картоплю. Потім у полі чи в городі розкладають вогнище і печуть картоплю, їдять, гріються. Цього дня ткачі встановлюють верстати і починають ткати килими. Беруться за роботу і столярі, стельмахи, ковалі. А ввечері майстри збиралися до шинка, так відбувалося весь тиждень до Другої Пречистої.
Увечері по хатах запалюють світильник, який має горіти "до Великодня". Зокрема на Поліссі це робили святково і урочисто. Кожен майстер намагався почати роботу біля світильника. 
Донині потрібно обсіятися озиминою.
З цього дня починається і триває тиждень бабине літо. Опісля остаточно відлітають ластівки, а зграї горобців тихшають і меншають. 

## Свято в мистецтві
У своїй драматичній поемі "Свіччине весілля" (1930) Іван Кочерга описує Київ у 16 столітті, а саме ремісниче життя Подолу, заборону місцевої влади запалювати світло і боротьбу народу. За мотивами цього твору створюють мультфільм "Весілля свічки" (1982).